# Château de Döben
Le château de Döben (Schloss Döben) est un petit château saxon situé sur un promontoire au-dessus du village de Döben, près de Grimma dans l'arrondissement de Leipzig.

## Histoire
Les origines du lieu remontent au début du Xe siècle. Il est au départ un château fort allemand qui doit empêcher la conquête de territoires par les Slaves le long de la Mulde. Selon un contrat royal, les Burgraves doivent protéger d'un franchissement de cette rivière. Wiprecht de Groitzsch le conquiert sans doute en 1117.
Vers 1500, un manoir remplace le château fort et devient ensuite un château de cette époque. En 1857, un incendie le détruit presque entièrement. La famille de Böhlau ou Below, à qui il appartient depuis 1779, après de multiples successions, le fait reconstruire et agrandir dans un style néorenaissance par Karl Moritz Haenel.
À l'automne 1945, le château fait partie de la RDA qui applique sa réforme agraire pour les grands domaines. Ainsi elle transforme les terres pour que les réfugiés expulsés de Silésie ou de Pologne deviennent des agriculteurs. Le château est alors démonté pour donner de nouveaux matériaux de construction. Le château, notamment la partie datant du Moyen Âge, et les bâtiments agricoles sont laissés à l'abandon jusqu'à ce que les ruines soient finalement démolies en 1971 pour des raisons de sécurité.
Avec la réunification allemande en 1990, le château est restitué à la famille Below. Elle décide de le reconstruire avec l'aide des associations locales de conservation du patrimoine, grâce à des fonds de l'Union Européenne, la fondation allemande de protection des monuments historiques et des dons privés.
L'ancienne brasserie est reconstruite.
Au printemps 2012, le versant occidental des ruines du château féodal, principalement des douves, sont mises au jour après l'abattage de nombreux arbres de la forêt de la réserve naturelle de Döben.

## Source
- (de) Cet article est partiellement ou en totalité issu de l’article de Wikipédia en allemand intitulé « Schloss Döben » (voir la liste des auteurs).